# Pont Chiodo
Le pont Chiodo est un pont de Venise, situé dans le quartier de Cannaregio sur le Rio di San Felice.
Il doit son nom à la noble famille Chiodo qui en était propriétaire. Il est le seul pont à Venise à ne pas avoir de parapet.

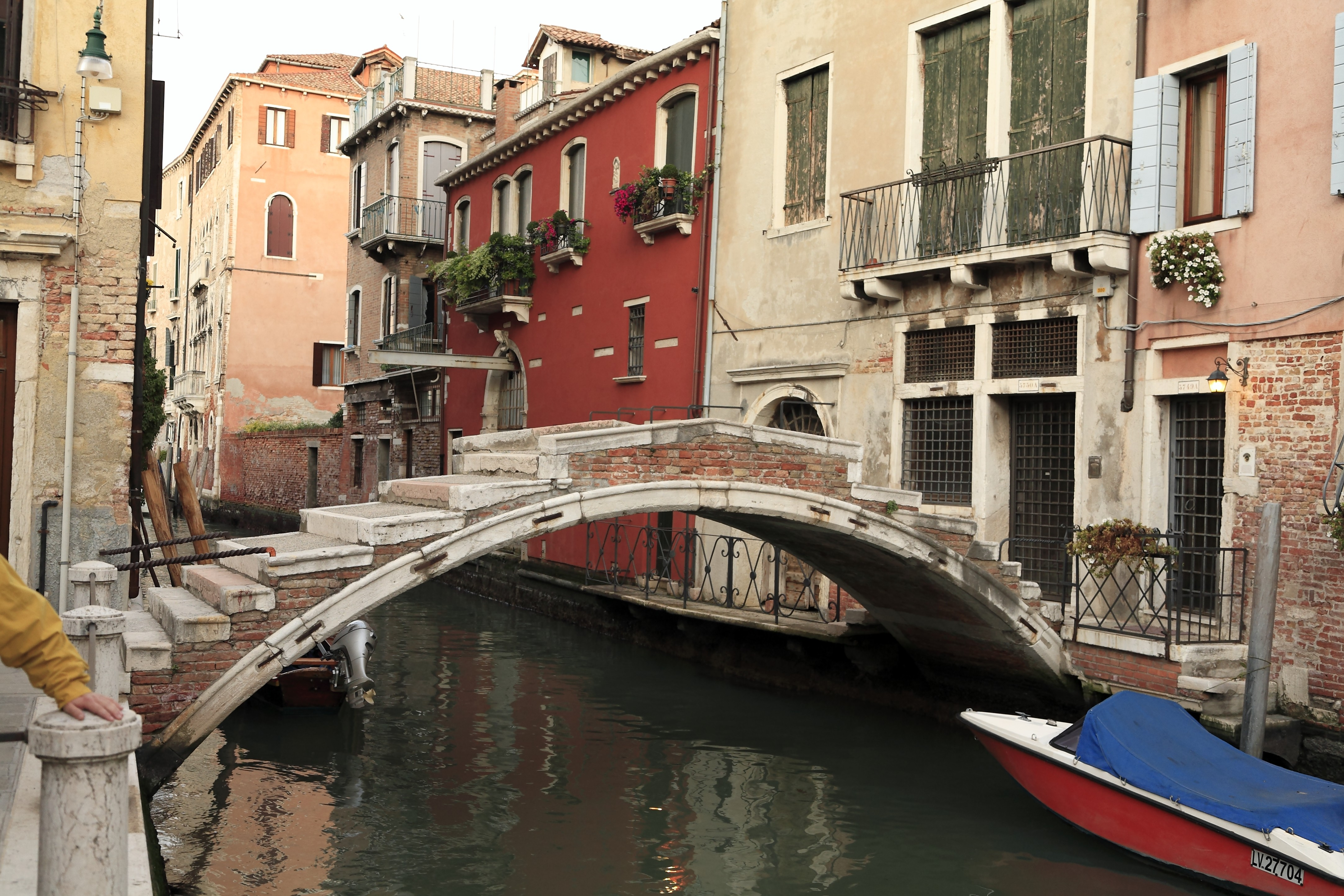
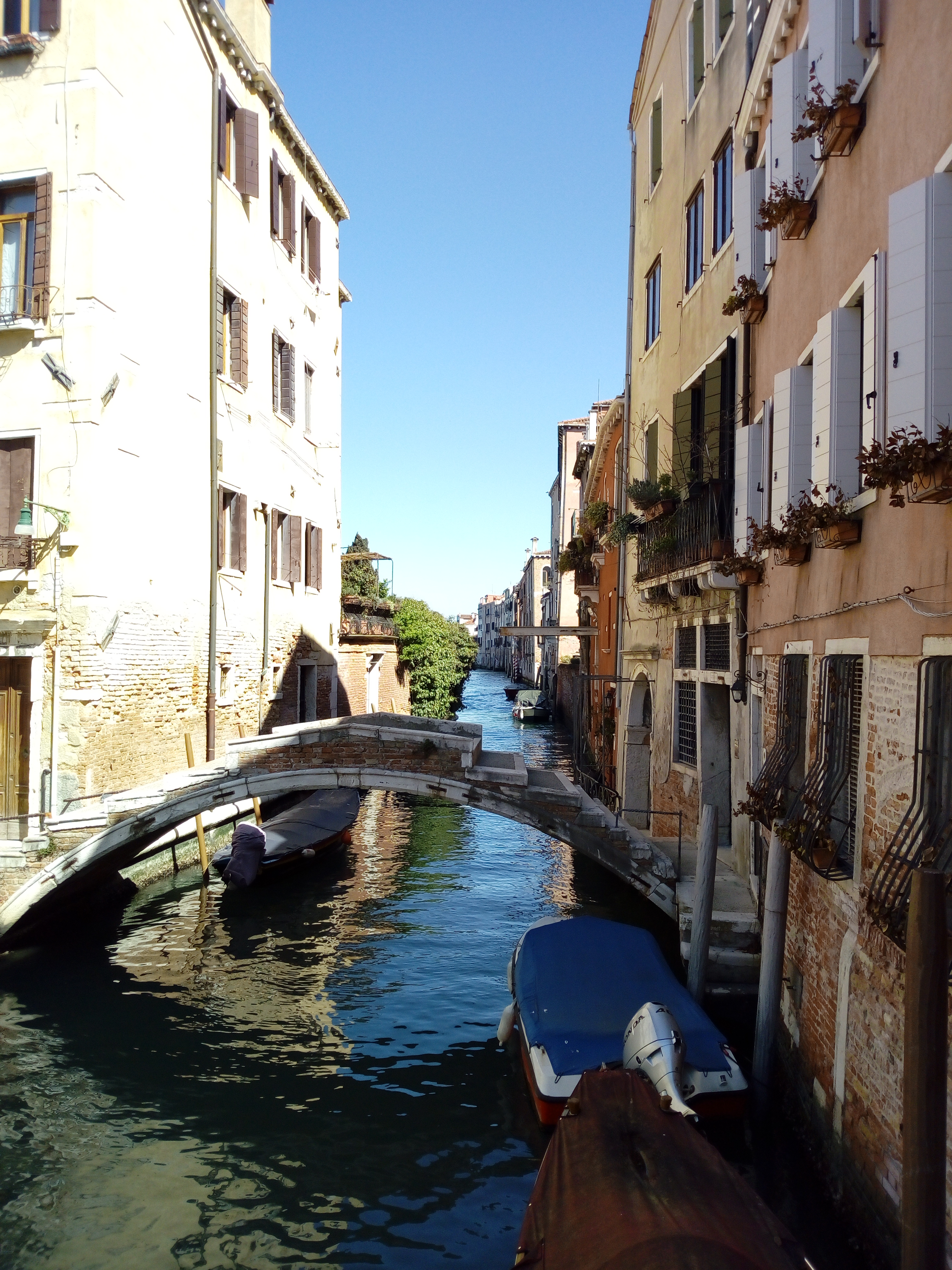